# Уругвай на летних Олимпийских играх 2024

## Квалификация
| № п/п | Вид спорта                  | Мужчины        | Мужчины                | Женщины        | Женщины                | Всего          | Всего                  |
| № п/п | Вид спорта                  | Завоевано квот | Количество спортсменов | Завоевано квот | Количество спортсменов | Завоевано квот | Количество спортсменов |
| ----- | --------------------------- | -------------- | ---------------------- | -------------- | ---------------------- | -------------- | ---------------------- |
| 1     | Академическая гребля        | 1              | 1                      |                |                        | 1              | 1                      |
| 2     | Велоспорт                   | 1              | 1                      |                |                        | 1              | 1                      |
| 3     | Гребля на байдарках и каноэ | 1              | 1                      |                |                        | 1              | 1                      |
| 4     | Дзюдо                       | 1              | 1                      |                |                        | 1              | 1                      |
| 5     | Лёгкая атлетика             | 2              | 2                      | 1              | 1                      | 3              | 3                      |
| 6     | Парусный спорт              | 1              | 2                      | 1              | 1                      | 2              | 3                      |
| 7     | Плавание                    | 1              | 1                      | 1              | 1                      | 2              | 2                      |
| 8     | Регби-7                     | 1              | 14                     |                |                        | 1              | 14                     |
| 9     | Тхэквондо                   |                |                        | 1              | 1                      | 1              | 1                      |
|       | ИТОГО                       | 9              | 23                     | 4              | 4                      | 13             | 27                     |

## Состав команды
Академическая гребля
1. Бруно Сетраро[англ.]

Велоспорт
 Шоссейный велоспорт
1. Эрик Фагундес[англ.]

Гребля на байдарках и каноэ
 Гребля на гладкой воде
1. Матиас Отеро[англ.]

 Дзюдо
1. Ален Микаель Апрахамян[англ.]

 Лёгкая атлетика
1. Сантьяго Катрофе[англ.]
2. Эмилиано Ласа
3. Мария Пия Фернандес

 Парусный спорт
1. Эрнан Умпьерре[англ.]
2. Фернандо Дис[англ.]
3. Долорес Морейра[англ.]

 Плавание
1. Лео Ноллес[англ.]
2. Николь Франк[англ.]

 Регби-7
1. Джеймс Маккаббин[англ.]
2. Валентин Грилле[англ.]
3. Томас Эчеверри[англ.]
4. Хуан Мануэль Тафернаберри[англ.]
5. Баутиста Бассо[англ.]
6. Диего Ардао[англ.]
7. Матео Виньяльс[англ.]
8. Фелипе Аркос Перес[англ.]
9. Гильермо Лийтенштейн[англ.]
10. Бальтазар Амайя[англ.]
11. Игнасио Фаччоло[англ.]
12. Хуан Гонсалес[англ.]
13. Коба Бразионис[англ.]
14. Данте Сото[англ.]

 Тхэквондо
1. Мария Сара Грипполи[англ.]

## Академическая гребля
Уругвай завоевал одну квоту на участие в соревнованиях по академической гребле на Американской квалификационной регате в Рио-де-Жанейро, Бразилия.
| Спортсмен     | Дисциплина       | Заезд   | Заезд | Утеш. заезд | Утеш. заезд | Четвертьфиналы | Четвертьфиналы | Полуфиналы | Полуфиналы | Финалы  | Финалы |
| Спортсмен     | Дисциплина       | Время   | Место | Время       | Место       | Время          | Место          | Время      | Место      | Время   | Место  |
| ------------- | ---------------- | ------- | ----- | ----------- | ----------- | -------------- | -------------- | ---------- | ---------- | ------- | ------ |
| Бруно Сетраро | Мужчины одиночки | 7.04,04 | 2 QF  | —           | —           | 6.51,43        | 3 Q SA/B       | 7.08,29    | 5 Q FB     | 7.22,71 | 12     |

Легенда: FA=Финал А (медали); FB=Финал В; FC=Финал С; FD=Финал D; FE=Финал E; FF=Финал F; SA/B=Полуфиналы A/B; SC/D=Полуфиналы C/D; SE/F=Полуфиналы E/F; QF=Четвертьфиналы; R=Утешительные заезды

## Велоспорт
Уругвай получил одно место в мужской групповой гонке на шоссе в результате перераспределения квот.

### Шоссейные велогонки
Мужчины
| Спортсмен     | Дисциплина      | Время   | Место |
| ------------- | --------------- | ------- | ----- |
| Эрик Фагундес | Групповая гонка | 6:28.31 | 55    |

## Гребля на байдарках и каноэ
Уругвай завоевал право выставить одну лодку в соревнованиях по гребле на байдарках и каноэ на гладкой воде по результатам Панамериканской квалификационной регате 2024 года в Сарасоте, США.

### Гладкая вода
Мужчины
| Спортсмен    | Дисциплина               | Заезды  | Заезды | Четвертьфиналы | Четвертьфиналы | Полуфиналы | Полуфиналы | Финалы  | Финалы |
| Спортсмен    | Дисциплина               | Время   | Место  | Время          | Место          | Время      | Место      | Время   | Место  |
| ------------ | ------------------------ | ------- | ------ | -------------- | -------------- | ---------- | ---------- | ------- | ------ |
| Матиас Отеро | Байдарка-одиночка 1000 м | 3.43,65 | 5 QF   | 3.30,81        | 2 SF           | 3.48,91    | 9 FB       | 3.30,48 | 14     |

## Дзюдо
Уругвай получил по рейтингу IJF одно место в мужских соревнованиях.
| Спортсмен              | Категория        | 1/16 финала        | 1/8 финала                 | Четвертьфиналы       | Полуфиналы           | Утеш. поединки       | Финал / За 3 место   | Финал / За 3 место   |
| Спортсмен              | Категория        | Соперник Результат | Соперник Результат         | Соперник Результат   | Соперник Результат   | Соперник Результат   | Соперник Результат   | Место                |
| ---------------------- | ---------------- | ------------------ | -------------------------- | -------------------- | -------------------- | -------------------- | -------------------- | -------------------- |
| Ален Микаель Апрахамян | Мужчины до 81 кг | —                  | JPNТаканори Нагасэ П 00–10 | завершил выступление | завершил выступление | завершил выступление | завершил выступление | завершил выступление |

## Легкая атлетика
Уругвайские легкоатлеты выполнили нормативы для участия в Играх 2024 года, пройдя прямую квалификацию или по мировому рейтингу, в следующих соревнованиях (максимум по 3 спортсмена в каждом):
Беговые дисциплины
| Спортсмен           | Дисциплина     | Забеги    | Забеги | Утеш. забеги | Утеш. забеги | Полуфиналы            | Полуфиналы            | Финал                 | Финал                 |
| Спортсмен           | Дисциплина     | Результат | Место  | Результат    | Место        | Результат             | Место                 | Результат             | Место                 |
| ------------------- | -------------- | --------- | ------ | ------------ | ------------ | --------------------- | --------------------- | --------------------- | --------------------- |
| Сантьяго Катрофе    | Мужчины 5000 м | 13.56,40  | 14     | —            | —            | —                     | —                     | завершил выступление  | завершил выступление  |
| Мария Пия Фернандес | Женщины 1500 м | 4.19,30   | 15 'R  | 4.16,46      | 12           | завершила выступление | завершила выступление | завершила выступление | завершила выступление |

Технические дисциплины
| Спортсмен     | Дисциплина             | Полуфиналы | Полуфиналы | Финал                | Финал                |
| Спортсмен     | Дисциплина             | Результат  | Место      | Результат            | Место                |
| ------------- | ---------------------- | ---------- | ---------- | -------------------- | -------------------- |
| Эмилиано Ласа | Мужчины прыжки в длину | 7,87       | 13         | завершил выступление | завершил выступление |

## Парусный спорт
Уругвай завоевал право выставить по одной лодке (яхте) в нижеследующих классах судов по результатам Чемпионата мира 2024 в классе ILCA 6 в Мар-дель-Плата, Уругвай и Панамериканских игр 2023 года в Чили.
Медальные гонки
| Спортсмен                   | Дисциплина     | Гонки | Гонки | Гонки | Гонки | Гонки | Гонки | Гонки | Гонки | Гонки | Гонки | Гонки | Гонки | Гонки | Баллы | Место |
| Спортсмен                   | Дисциплина     | 1     | 2     | 3     | 4     | 5     | 6     | 7     | 8     | 9     | 10    | 11    | 12    | M*    | Баллы | Место |
| --------------------------- | -------------- | ----- | ----- | ----- | ----- | ----- | ----- | ----- | ----- | ----- | ----- | ----- | ----- | ----- | ----- | ----- |
| Долорес Морейра             | Женщины ILCA 6 | 24    | 27    | 9     | 25    | 10    | 28    | 9     | 28    | 25    | —     | —     | —     | EL    | 157   | 22    |
| Эрнан Умпьерре Фернандо Дис | Мужчины 49-й   | 5     | 2     | 14    | 2     | 17    | 13    | 18    | 9     | 4     | 8     | 13    | 7     | 16    | 110   | 10    |

M = Медальная гонка; EL = Выбыл — не участвовал в медальной гонке

## Плавание
Уругвай получил два универсальных места для участия в олимпийском турнире пловцов.
| Спортсмен    | Дисциплина                  | Заплывы | Заплывы | Полуфиналы            | Полуфиналы            | Финал                 | Финал                 |
| Спортсмен    | Дисциплина                  | Время   | Место   | Время                 | Место                 | Время                 | Место                 |
| ------------ | --------------------------- | ------- | ------- | --------------------- | --------------------- | --------------------- | --------------------- |
| Лео Ноллес   | Мужчины 100 м вольный стиль | 50,58   | 47      | завершил выступление  | завершил выступление  | завершил выступление  | завершил выступление  |
| Николь Франк | Женщины 200 м комплекс      | 2.18,00 | 30      | завершила выступление | завершила выступление | завершила выступление | завершила выступление |

## Регби-7
Мужская сборная Уругвая по регби-7 завоевала право участвовать в олимпийском турнире, выиграв Южноамериканский квалификационный турнир 2023 года в Монтевидео, Уругвай.
| Команда | Соревнование   | Групповая стадия | Групповая стадия | Групповая стадия | Групповая стадия | Классификация | Матч за 11 место | Матч за 11 место |       |
| Команда | Соревнование   | Соперник Счёт    | Соперник Счёт    | Соперник Счёт    | Место            | Соперник Счёт | Соперник Счёт    | Соперник Счёт    | Место |
| ------- | -------------- | ---------------- | ---------------- | ---------------- | ---------------- | ------------- | ---------------- | ---------------- | ----- |
| Уругвай | Мужской турнир | Фиджи П 12–40    | Франция П 12–19  | США П 17–33      | 4 Q              | Кения П 14–19 | Япония В 21–10   | 11               |       |

### Мужской турнир
Состав команды
Состав команды был объявлен 11 июля 2024 года.
Тренер:  Иво Дугоньич
- Джеймс Маккаббин[англ.]
- Валентин Грилле[англ.]
- Томас Эчеверри[англ.] ПК
- Хуан Мануэль Тафернаберри[англ.]
- Баутиста Бассо[англ.]
- Диего Ардао[англ.] (К)
- Матео Виньяльс[англ.]
- Фелипе Аркос Перес[англ.]
- Гильермо Лийтенштейн[англ.]
- Бальтазар Амайя[англ.]
- Игнасио Фаччоло[англ.]
- Хуан Гонсалес[англ.]
- Коба Бразионис[англ.]
- Данте Сото[англ.]

Групповой этап
| Место | Сборная | И | В | Н | П | ОЗ | ОП | +/- | Очки |
| ----- | ------- | - | - | - | - | -- | -- | --- | ---- |
| 1     | Фиджи   | 3 | 3 | 0 | 0 | 97 | 36 | +61 | 9    |
| 2     | Франция | 3 | 1 | 1 | 1 | 43 | 43 | 0   | 6    |
| 3     | США     | 3 | 1 | 1 | 1 | 57 | 67 | -10 | 6    |
| 4     | Уругвай | 3 | 0 | 0 | 3 | 41 | 92 | -51 | 3    |

| 24 июля 2024 17:00 | \| Фиджи \| 40:12 Протокол \| Уругвай \| | Стад-де-Френс, Париж Судьи: Бен Брикспер (Великобритания) |
| Фиджи              | 40:12 Протокол                           | Уругвай                                                   |

| 24 июля 2024 20:00 | \| Франция \| 19:12 Протокол \| Уругвай \| | Стад-де-Френс, Париж Судьи: Ник Хоган (Новая Зеландия) |
| Франция            | 19:12 Протокол                             | Уругвай                                                |

| 25 июля 2024 15:00 | \| США \| 33:17 Протокол \| Уругвай \| | Стад-де-Френс, Париж Судьи: Джереми Розье (Франция) |
| США                | 33:17 Протокол                         | Уругвай                                             |

Квалификация за 9-12 места
| 25 июля 2024 20:30 | \| Уругвай \| 14:19 д.в. Протокол \| Кения \| | Стад-де-Френс, Париж |
| Уругвай            | 14:19 д.в. Протокол                           | Кения                |

Матч за 11 место
| 27 июля 2024 16:30 | \| Япония \| 10:21 Протокол \| Уругвай \| | Стад-де-Френс, Париж Судьи: Морне Феррейра (ЮАР) |
| Япония             | 10:21 Протокол                            | Уругвай                                          |

## Тхэквондо
Уругвай завоевал одно место в женском турнире через Панамериканский квалификационный турнир 2024 года в Санто-Доминго, Доминиканская Республика.
| Спортсмен           | Дисциплина       | 1/8 финала                          | Четвертьфиналы        | Полуфиналы            | Утеш. поединки        | Финал/За 3 место      | Финал/За 3 место      |
| Спортсмен           | Дисциплина       | Соперник Результат                  | Соперник Результат    | Соперник Результат    | Соперник Результат    | Соперник Результат    | Место                 |
| ------------------- | ---------------- | ----------------------------------- | --------------------- | --------------------- | --------------------- | --------------------- | --------------------- |
| Мария Сара Грипполи | Женщины до 49 кг | ESPАдриана Сересо П 0-2 (4–11, 0–7) | завершила выступление | завершила выступление | завершила выступление | завершила выступление | завершила выступление |